# Pride (2014)
Pride (bra: Orgulho e Esperança; prt: Orgulho) é um filme de comédia dramática britânico de 2014, dirigido por Matthew Warchus, com roteiro de Stephen Beresford baseado em eventos reais da greve dos mineiros britânicos em 1984, quando um grupo de ativistas LGBT arrecadaram dinheiro para ajudar as famílias.
Foi exibido como parte da seção Quinzena dos Realizadores do Festival de Cinema de Cannes de 2014, onde ganhou o prêmio Queer Palm. 

## Prêmios e indicações
| Prêmio             | Categoria                                              | Recipiente                                            | Resultado |
| ------------------ | ------------------------------------------------------ | ----------------------------------------------------- | --------- |
| BAFTA 2015         | Melhor filme britânico                                 | Matthew Warchus, David Livingstone, Stephen Beresford | Indicado  |
| BAFTA 2015         | Melhor estreia de roteirista, diretor ou produtor - UK | Stephen Beresford, David Livingstone                  | Venceu    |
| BAFTA 2015         | Melhor atriz coadjuvante                               | Imelda Staunton                                       | Indicado  |
| Globo de Ouro 2015 | Melhor filme - comédia ou musical                      | Matthew Warchus, David Livingstone, Stephen Beresford | Indicado  |

## Elenco
Membros do LGSM
- Ben Schnetzer como Mark Ashton, fundador da LGSM
- Joe Gilgun como Michael (Mike) o melhor amigo de Mark
- Faye Marsay como Stephanie (Steph) Chambers, a única lésbica entre os fundadores do LGSM
- Dominic West como Jonathan Blake, parceiro de Gethin
- Andrew Scott como Gethin Roberts, parceiro de Jonathan
- Freddie Fox como Jeff Cole
- Chris Overton como Reggie Blennerhassett, parceiro de Ray
- Joshua Hill como Ray Aller, parceiro de Reggie
- George MacKay como Joe "Bromley" Cooper, um membro fictício do LGSM

Membros do Grupo de Apoio Feminino
- Imelda Staunton como Hefina Headon, membro do comitê de greve
- Jessica Gunning como Siân James, esposa de Martin
- Liz White como Margaret Donovan, membro do comitê de greve e esposa de Dai
- Nia Gwynne como Gail Pritchard, esposa de Alan
- Menna Trussler como Gwen, viúva de William, que era um mineiro
- Lisa Palfrey como Maureen Barry, viúva e cunhada de Cliff que é contra o apoio do LGSM

Outros personagens
- Bill Nighy como Cliff Barry, líder do sindicato
- Paddy Considine como David (Dai) Donovan, um líder do sindicato e membro do comitê de greve
- Rhodri Meilir como Martin James, líder do sindicato
- Sophie Evans como Debbie Thomas.
- Karina Fernandez como Stella, integrante do LGSM que fundou o grupo Lesbians Against Pit Closures .
- Jessie Cave como Zoe, namorada de Stella
- Monica Dolan como Marion Cooper, a mãe de Bromley
- Matthew Flynn como Tony Cooper, o pai de Bromley
- Olwen Medi como a mãe de Gethin
- Kyle Rees como Carl Evans
- Jack Baggs como Gary, amigo de Carl
- Jams Thomas como o líder sindical dos mineiros
- Deddie Davies como a velha no Bingo
- Russell Tovey como Tim, aparente ex-amante de Mark

## Lançamento

### Lançamento no cinema
Pride estreou no Festival de Cinema de Cannes de 2014, onde foi aplaudido de pé e ganhou o prêmio Queer Palm. O filme também foi exibido no Festival Internacional de Cinema de Toronto, com o Washington Post relatando que o Pride era "extremamente popular com o público de pré-estréias e festivais". Foi lançado nos cinemas de todo o Reino Unido em 12 de setembro de 2014. Na França, o filme foi lançado em 17 de setembro. A CBS Films adquiriu os direitos de distribuição do filme nos Estados Unidos.

### Controvérsias
No Reino Unido, o filme recebeu uma classificação indicativa 15 do British Board of Film Classification por "linguagem forte ocasional" e duas cenas de natureza sexual. A MPAA deu ao filme uma classificação R, ou seja,  proibido para menores nos Estados Unidos. O jornal The Independent publicou um artigo chamando a classificação da MPAA de "draconiana". alegando que foi aplicada especificamente devido ao conteúdo gay. 

### Reposta crítica
Pride foi recebido com aclamação positiva. O Rotten Tomatoes relata que 92% dos críticos deram ao filme uma avaliação positiva; com base em uma amostra de 127 reviews, com uma pontuação média de 7,6/10. O consenso do site diz: "Sério sem ser didático e edificante sem se rebaixar ao sentimentalismo, Pride é um prazer para agradar ao público que realmente funciona". O Metacritic deu ao filme uma pontuação agregada de 79/100 com base em 36 críticas, indicando "críticas geralmente favoráveis".